# 2842 Unsöld
2842 Unsöld eller 1950 OD är en asteroid i huvudbältet, som upptäcktes 25 juli 1950 av Indiana Asteroid Program vid Indiana University Bloomington med Goethe Link Observatory. Asteroiden har fått sitt namn efter Albrecht Unsöld.
Asteroiden har en diameter på ungefär 13 kilometer och den tillhör asteroidgruppen Eunomia.